# Инглвуд (Тенеси)
Инглвуд (енгл. Englewood) град је у америчкој савезној држави Тенеси.

## Демографија
По попису из 2010. године број становника је 1.532, што је 58 (-3,6%) становника мање него 2000. године.
| Група             | 2000.         | 2010.         |
| Белци             | 1.545 (97,2%) | 1.437 (93,8%) |
| Афроамериканци    | 1 (0,1%)      | 10 (0,7%)     |
| Азијати           | 1 (0,1%)      | 4 (0,3%)      |
| Хиспаноамериканци | 15 (0,9%)     | 28 (1,8%)     |
| Укупно            | 1.590         | 1.532         |